# Das Teufelscamp der verlorenen Frauen
Das Teufelscamp der verlorenen Frauen ist ein deutscher Sex- und Exploitationfilm aus dem Jahre 1978 von Hubert Frank.

## Handlung
Tom macht mit seiner nymphoman veranlagten Geliebten einen Rundflug. Was wie ein hübscher Ausflug in luftige Höhen anmutet, ist jedoch lediglich das Präludium zu einem gemeinen Verbrechen, einem Mordversuch. Denn Tom will Susi loswerden und hat deshalb ihren Fallschirm manipuliert. Als man über eine Insel fliegt, täuscht Tom einen Motorschaden vor. Er gibt Susi den manipulierten Fallschirm und wirft sie aus dem Flugzeug, in der Hoffnung, sie so umbringen zu können. Doch der Schurke hat ihr den falschen Schirm umgeschnallt. Ihrer öffnet sich jedenfalls ordnungsgemäß, sodass das junge Mädchen heil auf der Erde an einem traumhaft schönen Strand landet. 
Doch dies nützt ihr nicht viel, denn kaum unten angekommen, gerät sie in die Fänge von vier flüchtenden Gangstern, die sie prompt als Geisel nehmen. Diese Personen, zwei Frauen und zwei Männer, sind Kidnapper, die den Sohn eines Bankiers festhalten, um Lösegeld zu erpressen. Als der Junge befreit wird, türmt er und stürzt dabei von einer Ruine in den Tod. Susi ergeht es nur unwesentlich besser. Im Feldlager der Entführer wird sie vergewaltigt. Endlich gelingt dem Mädchen die Flucht, doch sie gerät vom Regen in die Traufe, als sie von einer anderen Bande angegriffen wird. Man verschleppt sie auf einen abgelegenen Bauernhof und vergewaltigt sie erneut. Als ihr endlich die Flucht gelingt, gerät sie und ein Mitstreiter prompt in die Fänge einer Rockerbande …

## Produktionsnotizen
Das Teufelscamp der verlorenen Frauen entstand am 29 Drehtagen vom 21. Januar bis zum 20. Februar 1977 in Puerto de la Cruz auf Teneriffa. Die Fertigstellung erfolgte am 17. Mai 1977, Uraufführung war am 5. Januar 1978 im Kölner Kino City 2.
Fritz Andraschko übernahm die Produktionsleitung. Carmen Zorilla entwarf die Kostüme. Carl Schenkel war Regieassistent, Fritz Baader Kameraassistent.

## Kritiken
Im Filmdienst heißt es: „Eine üble Mischung aus spekulativen Sex- und Gewaltszenen. Die dilettantisch inszenierten Scheußlichkeiten wechseln mit dem Postkartenkitsch schöner Mittelmeerlandschaften.“
Für Cinema war dieser Film schlicht obszön.